# Gordon Bulloch
Gordon Campbell Bulloch (Glasgow, 26 marzo 1975) è un ex rugbista a 15 internazionale per la Scozia, a lungo tallonatore per Glasgow Warriors sia in campionato che in Celtic League; vanta la partecipazione a due edizioni della Coppa del Mondo e altrettanti tour dei British Lions.